# Tsort (Unix)
Program tsort je nástroj příkazového řádku na platformách Unix, který provádí topologické řazení. Je součástí standardu POSIX.1 asi od roku 2017 .

## Historie
Podle manuálové stránky byl tento příkaz původně napsán pro topologické řazení objektových souborů. Toto pořadí mělo umožnit linkeru je sekvenčně zpracovávat (každý přesně jednou a v přesně daném pořadí).. Manuálová stránka FreeBSD má vzhled verze 7 Unix .
V následujícím odstavci je popsáno chování implementace tsort v distribuci FreeBSD a jsou zde zmíněny také funkce GNU. Jiné implementace nebo verze se mohou lišit.

## Syntaxe
```
tsort [-dlq] [SOUBOR]
```

Přepínače podporované programem tsort v distribuci FreeBSD:
```
-d zapnout ladění (debugging)
-l vyhledat a zobrazit nejdelší cyklus.
-q nezobrazovat informační zprávy o cyklech.
```

V implementaci GNU existují pouze následující přepínače:
```
--help zobrazí zprávu nápovědy a skončí
--version zobrazí informace o verzi a skončí
```

Standard POSIX nepředepisuje žádné přepínače.

## Chování
tsort čte vstup buď z textového souboru nebo ze standardního vstupu (to v případě, pokud příkazu není předán žádný název souboru nebo speciální soubor pojmenovaný -). Vstup tvoří dvojice řetězců oddělených mezerami, které značí částečné uspořádání určité množiny. Výstupem je některé úplné uspořádání, které odpovídá podmínkám určeným zadaným částečným uspořádání. 
Jinými slovy: tsort vypíše pro zadaný orientovaný acyklický graf takové pořadí vrcholů, že po zakreslení vrcholů v tomto pořadí povedou hrany jen jedním směrem. Je-li například v grafu přítomná hrana a → b, ve výstupu příkazu tsort musí být t před a.

## Příklady
tsort vypisuje vrcholy orientovaného acyklického grafu v topologickém pořadí. Jednotlivé prvky grafu budou vypsány tak, že prvky budou seřazeny za sebou podle toho, v jakém pořadí je třeba je projít tak, aby byly splněny všechny závislosti:
| $ tsort <<EOF > 3 8 > 3 10 > 5 11 > 7 8 > 7 11 > 8 9 > 11 2 > 11 9 > 11 10 > EOF 3 5 7 11 8 10 2 9 |

### Pořadí definice funkcí
tsort je možné použít k vytvoření pořadí, ve kterém mají být funkce definovány ve zdrojovém souboru tak, aby bylo co nejvíce funkcí (ideálně všechny) deklarováno před jejich prvním použitím. V následujícím příkladu interpretujte dvojici  main parse_options jako main() volá parse_options(), dvojici tail_file pretty_name jako tail_file() volá pretty_name() atd.
Z výsledku je poté zřejmé, že funkce dump_remainder() by měla být definována jako první, start_lines() druhá, atd.
| $ cat call-graph main parse_options main tail_file main tail_forever tail_file pretty_name tail_file write_header tail_file tail tail_forever recheck tail_forever pretty_name tail_forever write_header tail_forever dump_remainder tail tail_lines tail tail_bytes tail_lines start_lines tail_lines dump_remainder tail_lines file_lines tail_lines pipe_lines tail_bytes xlseek tail_bytes start_bytes tail_bytes dump_remainder tail_bytes pipe_bytes file_lines dump_remainder recheck pretty_name | $ # note: 'tac' reverses the order $ tsort call-graph \| tac dump_remainder start_lines file_lines pipe_lines xlseek start_bytes pipe_bytes tail_lines tail_bytes pretty_name write_header tail recheck parse_options tail_file tail_forever main |

## Poznámka k užití tsortu
Jako oddělovač je možné použít jakoukoliv posloupnost bílých znaků. To znamená, že následující vstupy programu jsou ekvivalentní:
| a b b c | a b b c | a b b c | a b b c | a b b c |

Páry identických písmem značí přítomnost vrcholu, ale ne jeho řazení (následující vstup značí jeden vrchol bez jakékoliv hrany):
```
a a
```

V případě, kdy není možné topologické uspořádání sestrojit (proto, že existuje jeden nebo více cyklů), tsort vytiskne chybovou hlášku. GNU varianta utility tsort vytiskne seznam zjištěných cyklů v grafu (viz řádky s prefixem tsort:).
```
$ 
tsort
 
<<EOF

> a b

> b c

> c a

> EOF

UX: tsort: INFORM: cycle in data

tsort: a

tsort: b

tsort: c

a

b

c

```